# Lower Jaw Glacier
Der Lower Jaw Glacier (englisch für Unterkiefergletscher) ist ein Gletscher im ostantarktischen Viktorialand. In der Royal Society Range stellt er den südlichen Abzweig eines Gletschers auf der Ostseite eines Gebirgskamms dar, der sich vom Berg Shark Fin in nördlicher Richtung erstreckt. Er fließt in östlicher Richtung und mündet gemeinsam mit dem Upper Jaw Glacier in den Renegar-Gletscher.
Das New Zealand Geographic Board nahm 1994 die deskriptive Benennung vor. Gemeinsam mit dem Upper Jaw Glacier und der Shark Fin erinnert er an ein aufgerissenes Maul eines Hais.